# Štrigova

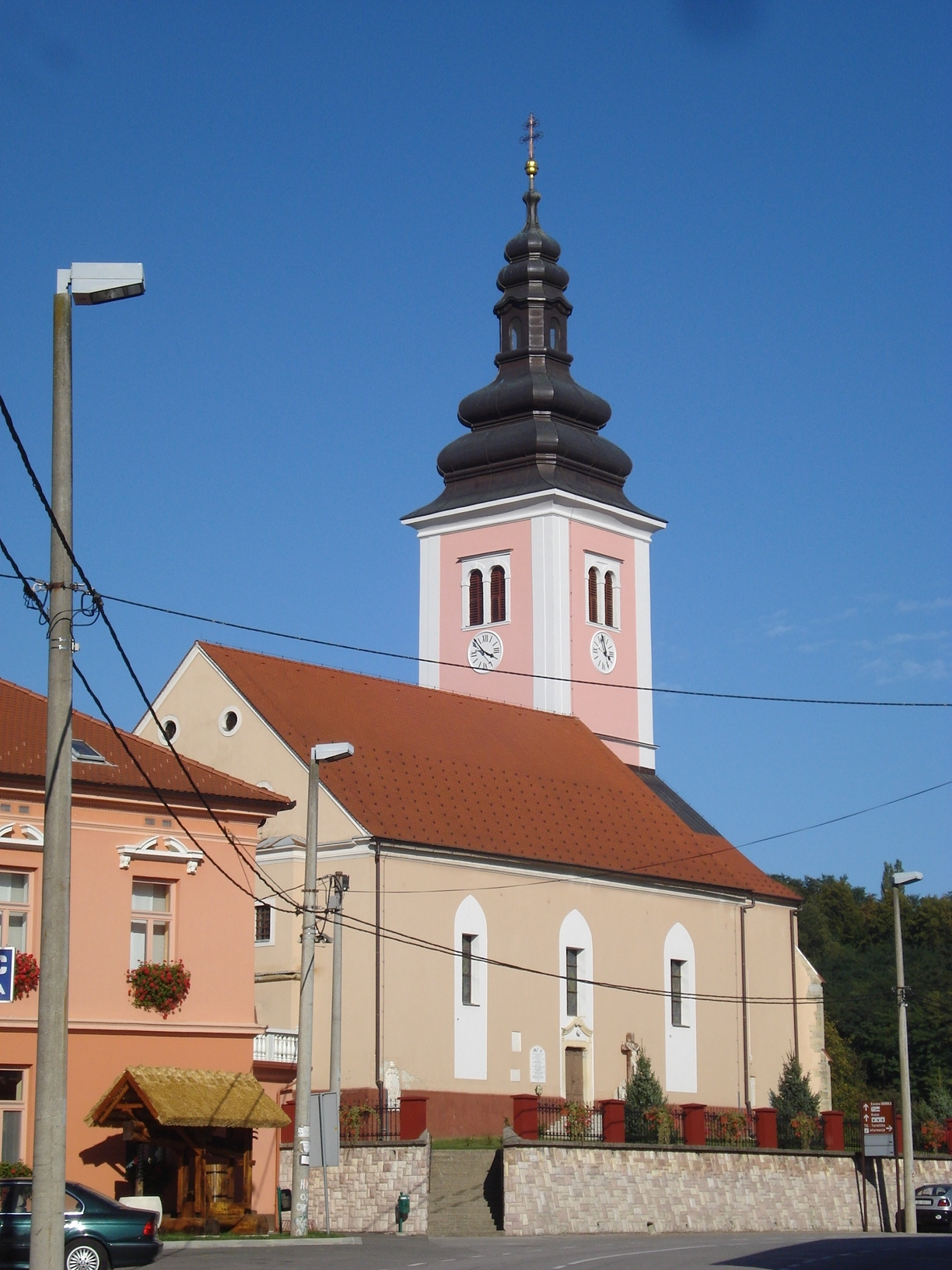
Ortsmitte (mit der Kirche der Heiligen Maria Magdalena)

Štrigova (deutsch veraltet Stridau; ungarisch Stridóvár) ist eine kroatische Ortschaft und Gemeinde in der Gespanschaft Međimurje.

## Geografie
Štrigova befindet sich 19 km nordwestlich von Čakovec und liegt im äußersten Norden Kroatiens.

## Geschichte
Štrigova wurde 1334 das erste Mal erwähnt.

## Sehenswürdigkeiten
- Kirche des Heiligen Hieronymus aus dem 18. Jahrhundert[1]
- Kirche der Heiligen Maria Magdalena aus dem 17. Jahrhundert[1]
- Schloss Banfi aus dem 14. Jahrhundert
- Schloss Tkalec aus dem 18. Jahrhundert